# Euploea mimetica
Euploea mimetica är en fjärilsart som beskrevs av Talbot 1921. Euploea mimetica ingår i släktet Euploea och familjen praktfjärilar. Inga underarter finns listade i Catalogue of Life.